# Asteromata
Asteromata (in greco Αστερομάτα?) è un singolo della cantante greca Klavdia, pubblicato il 31 gennaio 2025.

## Descrizione
Il brano è stato scritto e composto da Klaudia Papadopoulou e dal collettivo di compositori-parolieri Arcade (Anastatios Rammos, Diveno, Gavriīl Gavrīlidīs, Paulos Manōlīs, Egion Parreniasī e Loukas Damianakos). Il testo del pezzo trae ispirazione dal genocidio dei greci del Ponto e alla successiva migrazione forzata, tema in parte affrontato in passato all'Eurovision Song Contest 2016 dal gruppo musicale greco Argo con il brano Utopian Land.
In un'intervista l'artista, anch'essa di origini pontiche, ha spiegato che la canzone intende onorare coloro che sono stati costretti ad abbandonare la loro patria, trasmettendo un messaggio di speranza e resilienza.

## Promozione
Il 10 gennaio 2025, Asteromata è stato presentato come uno dei dodici brani in gara a Ethnikos Telikos 2025, la selezione nazionale organizzata da ERT per scegliere il rappresentante greco all'Eurovision Song Contest 2025. Nella serata del 30 gennaio, la canzone si è piazzata al primo posto complessivo nel voto della giuria greca e del televoto, garantendo a Klavdia il diritto di rappresentare la penisola ellenica sul palco eurovisivo di Basilea.

## Tracce
Testi e musiche di Klaudia Papadopoulou e Arcade.
1. Asteromata – 2:55

## Formazione
- Klavdia – voce
- Arcade – produzione

## Classifiche
| Classifica (2025) | Posizione massima |
| ----------------- | ----------------- |
| Grecia            | 2                 |
| Lituania          | 52                |
| Svizzera          | 43                |